# Macbeth (film, 1997)
Pour les articles homonymes, voir Macbeth.
Pour plus de détails, voir Fiche technique et Distribution.
Macbeth est un film britannique, réalisé par Jeremy Freeston en 1997.

## Fiche technique
- Titre original : Macbeth
- Pays d'origine :  Royaume-Uni
- Année : 1997
- Réalisation : Jeremy Freeston
- Scénario : Bob Carruthers, Jeremy Freeston
- Histoire : William Shakespeare, d'après sa pièce éponyme
- Production : Shona Donaldson
- Société de production : Cromwell Productions Ltd., Grampian Television
- Société de distribution : (Royaume-Uni) CJP Public Relations
- Musique : Richard Cherns, Paul Farrer
- Photographie : Dave Miller
- Montage : Chris Gormlie, Owen Parker
- Costumes : Karen Smith
- Maquillage : Mairi Morrison
- Langue : anglais
- Format : Couleur
- Genre : drame
- Durée : 129 minutes
- Dates de sortie : 
  - Royaume-Uni : 16 mai 1997

## Distribution
- Jason Connery : Macbeth
- Helen Baxendale : Lady Macbeth
- Kenneth Bryans : Macduff
- Graham McTavish : Banquo
- Ross Dunsmore : Malcolm
- John Corvin : Duncan
- Iain Stuart Robertson : Ross
- Tess Dignan : Lady Macduff
- Kern Falconer : Seyton
- James Tovell : Fleance
- Phil Wallace : Lennox
- Dominic Borrelli : Angus